# Polski Hak

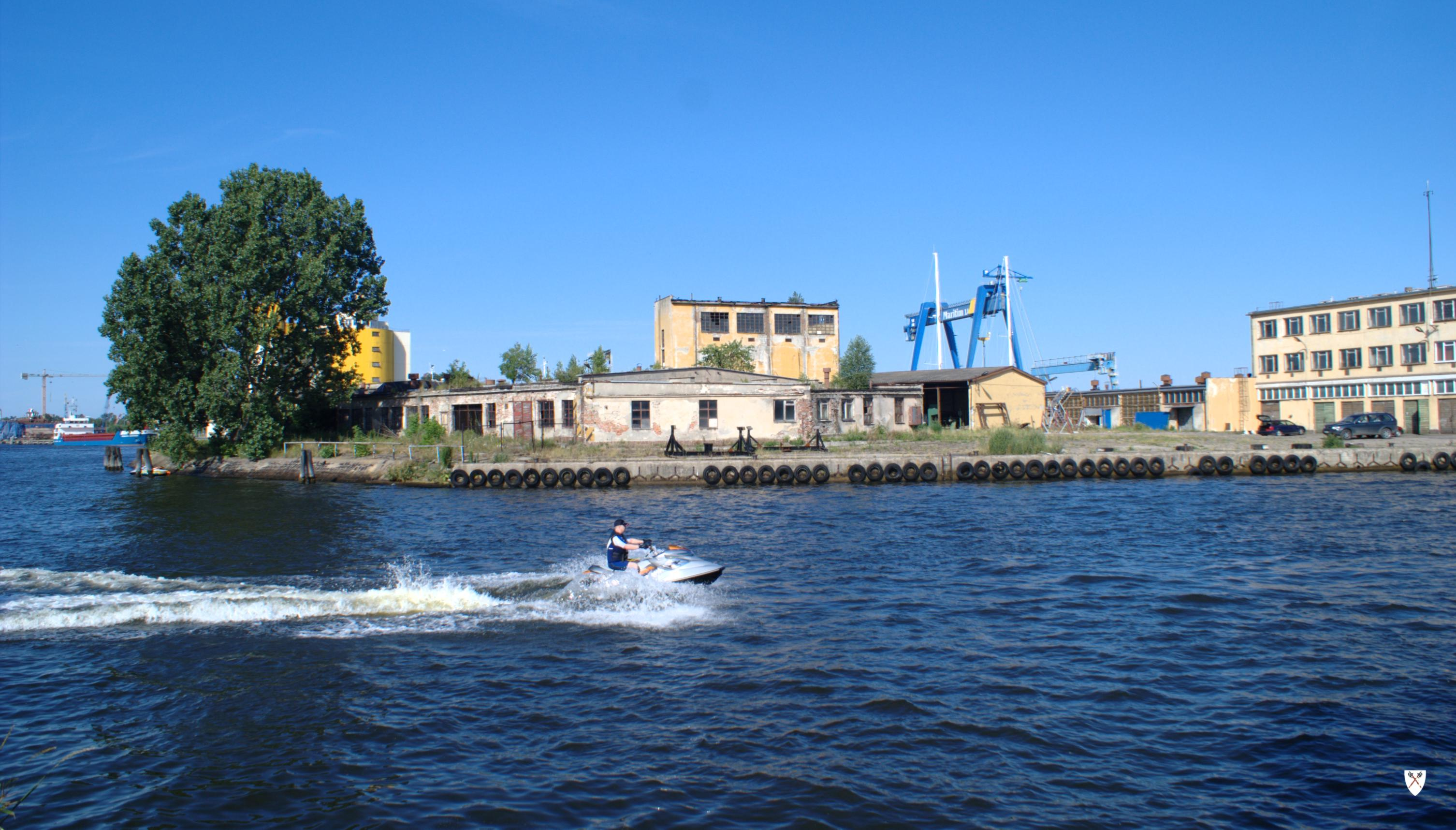
Polski Hak i Martwa Wisła

Polski Hak (kaszb. Pòlsczi Hôk, niem. Polnischer Haken) – teren i nabrzeże w Gdańsku, przy ujściu Motławy do Martwej Wisły.

## Historia
Nazwa wzięła się od słowa hak, w języku dolnoniemieckim (Hake), w kaszubskim (hôk), w pruskim wariancie języka niemieckiego (Haken) oraz w żargonie flisackim (hak) oznaczającego przylądek i mieliznę.
W 1865 Julius Wilhelm Klawitter kupił grunt na Polskim Haku i zaczął tu rozbudowywać (istniejącą od 1827) Stocznię Klawitterów. Na początku XX wieku cała produkcja okrętowa stoczni została przeniesiona na Polski Hak. Na terenie Polskiego haka znajdowała w czasach Wolnego Miasta Gdańska przystań polskiego Klubu Wioślarskiego w Gdańsku.
W końcu 2020 zawarto przedwstępną umowę sprzedaży dwóch położonych na Polskim Haku działek o powierzchni 1,3 ha, gdzie planowane jest powstanie zabudowy mieszkaniowej z częścią handlowo-usługową.

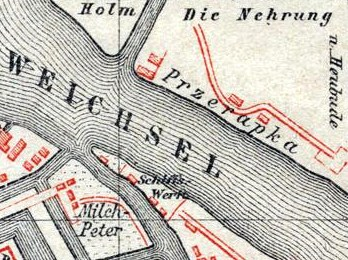
Polski Hak na planie z 1885